# Pedagogika ogólna
Pedagogika ogólna - nauka teoretyczna będąca podstawą tworzenia się tzw. subdyscyplin pedagogicznych. O tyle o ile subdyscypliny pedagogiczne mają  raczej charakter stosowany, o tyle pedagogika ogólna ma charakter nauki teoretycznej (czy też podstawowej). Jest to jakby podstawowy system pojęć i twierdzeń, wspólny dla wszystkich nauk pedagogicznych. Różni teoretycy mają na ten temat różne zdania.
Stefan Wołoszyn - określa pedagogikę ogólną jako ogólne rozważania dotyczące filozoficznych, biologicznych, psychologicznych i społeczno-historycznych podstaw i założeń wychowania. Odnoszą się one do sensu, celu, środków, form procesu wychowawczego.
Kazimierz Sośnicki - uważa, że pedagogika ogólna to teoria wychowania, która ustala ideał wychowania i normy postępowania umożliwiające jego skuteczną realizację. Pedagogika bada istotę wychowania, zagadnienia, doświadczenia, cele wychowania, jego zasady i wartości na których się opiera.
Zygmunt Wiatrowski - jest autorem najbardziej współczesnego podejścia. Wskazuje on na istnienie wąskiej i szerokiej definicji pedagogiki ogólnej. W znaczeniu szerokim jest to tradycyjnie pojmowana dyscyplina (tak jak przedstawiał ją Sośnicki). W znaczeniu wąskim zalicza się ona do subdyscyplin pedagogicznych, która ma badać podstawowe zagadnienia metodologiczne, zagadnienia reprezentacji instytucjonalnej i personalnej. Ma stanowić podstawowy system pojęć i twierdzeń pedagogicznych.
Teresa Hejnicka-Bezwińska - wskazuje na fakt, iż pedagogika ogólna jest jedną z trzech działów pedagogiki (tradycja herbartowska), obok dydaktyki, historii myśli i praktyki edukacji. Duży wkład w rozwój tej subdyscypliny wnieśli tacy pedagodzy jak: Ludwik Bandura, Sergiusz Hessen, Karol Kotłowski, Stefan Kunowski, Bogdan Nawroczyński, Romana Miller, Zygmunt Mysłakowski, Kazimierz Sośnicki, Bogdan Suchodolski i Stefan Wołoszyn. Wszyscy oni, wedle tegoż ostatniego, są przedstawicielami pedagogiki ogólnej. Pojęcie pedagogika ogólna znikło w latach 1945 - 1989, w czasach tzw. "naukowej pedagogiki socjalistycznej", a jej miejsce zajęła teoria wychowania socjalistycznego. Obecnie pedagogika ogólna jest subdyscypliną obejmująca takie obszary tematyczne jak: współczesne kierunki i ideologie pedagogiczne, filozofię edukacji, aksojologię wychowania, metodologię badań procesów i dyskursów edukacyjnych, ontyczne podstawy edukacji i jej funkcje społeczne, język pedagogiki, tożsamość pedagogiki w procesie przejścia od ortodoksji do heterogeniczności, metatorię pedagogiki (czym jest "ogólność" w pedagogicznym myśleniu o edukacji), relację pomiędzy wiedzą pedagogiczną a praktyką edukacyjną oraz refleksję nad miejscem pedagogiki w kontekście przemian edukacyjnych.

Pedagogika ogólna jest nauką społeczną. Nauki z nią powiązane to: filozofia, socjologia, psychologia, antropologia wychowania, antropologia kultury, mając na uwadze społeczny aspekt wychowania także ekonomia.